# Văn kiện đầu đề đỏ

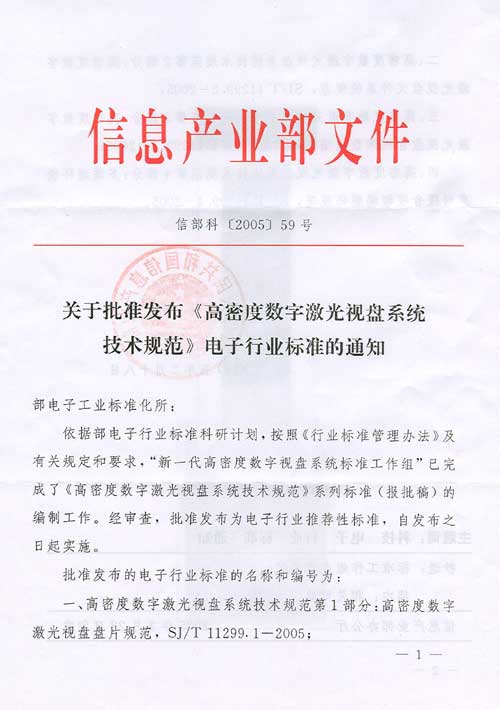
Hình ảnh cho thấy một văn kiện đầu đề đỏ do Bộ Công nghiệp và Thông tin Trung Quốc cũ ban hành.

Văn kiện đầu đề đỏ (tiếng Trung: 紅頭文件; Hán-Việt: Hồng đầu văn kiện; bính âm: Hóngtóu wénjiàn) là loại văn bản chính thức có dòng chữ lớn màu đỏ ở đầu trang thường dùng trong các cơ quan ban ngành của chính phủ Cộng hòa Nhân dân Trung Hoa. 

## Định nghĩa
Luật Phúc nghị Hành chính Cộng hòa Nhân dân Trung Hoa ban hành năm 1999 đã đưa ra định nghĩa chung về văn kiện này bao gồm quy định hành chính, quy định địa phương, quy chế hành chính, quy định của chính quyền nhân dân hương trấn, quy định của chính quyền nhân dân địa phương từ cấp huyện trở lên và các cơ quan công tác của họ, cùng với quy định của cơ quan trực thuộc Quốc vụ viện. Nó cũng bao gồm nhiều văn bản chính sách, quyết định, ý kiến, v.v... do các cấp ủy đảng, đại hội đại biểu nhân dân, chính phủ và chính hiệp các cấp ban hành.

## Đặc điểm
Đặc điểm của loại văn kiện này là “văn bản quy phạm hành chính được ban hành cho các đối tượng không xác định, có khả năng áp dụng lâu dài, lặp đi lặp lại” và là một trong những cơ sở quan trọng của việc thi hành pháp luật hành chính. Việc công bố các văn bản này khác với cách thức công bố các luật, quy định, quy định trên báo chí, phương tiện thông tin đại chúng theo quy định của Luật Lập pháp Cộng hòa Nhân dân Trung Hoa được truyền đạt ở tất cả các cấp trong cơ quan quyền lực và các cơ quan, doanh nghiệp/đơn vị sự nghiệp và các nhóm xã hội có liên quan.  
Văn kiện đầu đề đỏ yêu cầu nghiêm ngặt về phông chữ, kích thước, bố cục, cách diễn đạt, v.v..., cuối cùng sẽ có những yêu cầu về việc chuyển tải đến cấp nào, chẳng hạn như cấp quân đội cấp tỉnh, cấp trung đoàn quận, v.v...; một số còn có yêu cầu về mức độ bảo mật, chẳng hạn như thêm "Tuyệt mật", "Cơ mật", "Bảo mật". Vì dòng chữ tiêu đề do đơn vị nhà nước phát hành ở phần trên viết bằng phông chữ Tống màu đỏ, phía dưới tiêu đề có in dòng đôi màu đỏ nên người ta quen gọi là “văn kiện đầu đề đỏ”.

## Hình ảnh
- Bố cục trang định dạng văn kiện chính thức thông thường
- Bố cục trang định dạng văn kiện chính thức thông thường (phần đầu màu đỏ của văn kiện này là bố cục tùy chỉnh)
- Bố cục trang định dạng chữ cái
- Bố cục trang định dạng văn kiện chính thức thông thường 2
- Bố cục trang định dạng lệnh (thứ tự)
- Bố cục trang định dạng điện tử sáng sủa nội bộ